# Єгипет на літніх Олімпійських іграх 1924
Єгипет брав участь у Літніх Олімпійських Іграх 1924 року у Парижі (Франція), але не завоював жодної медалі.